# Energy (låt av Nuša Derenda)
Energy är en låt framförd av den slovenska sångerskan Nuša Derenda. Låten representerade Slovenien vid Eurovision Song Contest 2001 i Köpenhamn i Danmark. Låten är skriven av Matjaž Vlašič, Urša Vlašič och Lucienne Lončina.
Bidraget framfördes i finalen den 12 maj 2001. Det slutade på sjunde plats med 70 poäng vilket är Sloveniens bästa resultat någonsin i Eurovision Song Contest tillsammans med ytterligare en sjunde plats från 1995.